# ناحیه سکسارد
ناحیهٔ سکسارد (به مجاری:  Szekszárdi járás) یک ناحیه در مجارستان است که در تولنا واقع شده‌است. ناحیهٔ سکسارد ۶۵۶٫۱۸ کیلومتر مربع مساحت و ۶۰٬۱۲۲ نفر جمعیت دارد.